# ضيكلة
ضَيْكَلَة (الاسم العلمي: Masdevallia)، جنس كبير من النباتات المُزهرة من فصيلة السحلبية. تضم أكثر من 500 نوع، مجمعة في عدة جُنيسات. سُمي (الاسم العلمي) الجنس على اسم خوسيه ماسديفال (-1801)، وهو طبيب وعالم نبات في بلاط كارلوس الثالث ملك إسبانيا.